# Robin Stevens
Robin Stevens (Gent, 28 juli 1982) is een Vlaams cabaretier en singer-songwriter, die vooral bekend is als lid van de cabaretgroep Ter Bescherming van de Jeugd.
Stevens is pianist, zanger en gitarist. Hij componeert zowel instrumentale als Nederlandstalige nummers, onder andere voor de voorstellingen van Ter Bescherming van de Jeugd.
Stevens maakte van 2003 tot 2005 deel uit van de groep Cabaret Rauw Vlees.
Hij stond in 2002 in de halve finale van Cameretten met Ter Bescherming van de Jeugd, en in 2005 in de halve finale van het Humorologie festival in Marke met Cabaret Rauw Vlees.